# Rosario Cutrufelli
Rosario Cutrufelli, detto Saro (Graniti, 1º gennaio 1876 – Taormina, luglio 1949) è stato un ingegnere e politico italiano.

## Biografia
Laureato in ingegneria a Roma viene assunto dal Genio civile di Trapani, dove progetta la locale caserma dei carabinieri e si dedica all'approfondimento della resistenza delle strutture in cemento armato ai terremoti. Specializzatosi in seguito in urbanistica è tra gli ingegneri più attivi nella ricostruzione di Messina dopo il terremoto, e nella stessa città redige nel 1911 il progetto dell'istituto tecnico M. Jaci. Nel corso degli anni '30 progetta a Taormina un grande complesso formato da ville private, hotel con servizi e campo per il tiro a volo, percorsi scavati nella roccia e approdi sull’acqua, l'attuale Unahotels Capotaormina.